# 西都警察署
西都警察署（さいとけいさつしょ）は、宮崎県警察所管の警察署。署長の階級は警視。

## 所管区域
- 西都市
- 児湯郡
  - 新富町大字新田字瀬口
  - 西米良村
- 東臼杵郡
  - 椎葉村大字大河内のうち字大河内、野地、平、大籔、大桑木、合戦原及び矢立

## 所在地
- 宮崎県西都市小野崎2丁目44番地

## 交番
- 妻交番（西都市妻町2丁目90番地）

## 駐在所
- 穂北駐在所（西都市大字南方3314番地3）
- 上三財駐在所（西都市大字上三財3948番地1）
- 銀鏡駐在所（西都市大字銀鏡689番地6）
- 三納駐在所（西都市大字三納3195番地1）
- 下三財駐在所（西都市大字下三財3324番地4）
- 都於郡駐在所（西都市大字鹿野田6102番地2）
- 村所駐在所（児湯郡西米良村大字村所63番地18）